# 平贺让
平贺让（日语：／ Hiraga Yuzuru ?，1878年3月8日—1943年2月17日）華族，是日本帝国海軍军人、军舰设计师，是大和级战列舰的设计者。海军技术中将從三位男爵、東京帝大总长、工学博士。東京府（现在的东京都）出生，祖籍地广島县广島市。平贺让的父亲是艺州藩士，出任了维新政府的主计官，其兄德太郎也是海军军人。

## 生平

### 早年
平贺让1878年3月8日（明治11年）出生于東京府（现东京都），祖籍是广岛县广岛市。父亲百左卫门是艺州藩士，也是明治维新政府的主计官。他的哥哥平贺德太郎也是海军军官（第18期海军陆战队，最终军阶为海军少将）。由于父亲从横须贺海军基地转学到海军军事学校，平贺让先后就读于神奈川小学、砥系小学、横须贺潮入小学，之后在太明小学高中部就读约一年半。1890年，进入东京府立中学（现为東京都立日比谷高中）。
1895年3月31日自东京府立中学毕业。中日甲午战争期间，他立志考入海军兵学校，但因近视未能通过体检。同年9月11日，进入第一高等学校工学部。
1898年7月8日，进入東京帝國大學工学院造船学科（现为东京大学工学部系统创造学科）。同年7月10日自第一高等学校工学部毕业。
1899年4月1日，在失去母亲和父亲后，他申请了包括津贴在内的海军造船学生考试，并被录取。

### 海军造船官
1901年6月27日，被任命为海军造船技士（相当于海军中尉）。同年7月10日，他以全班第一名的成绩从東京帝國大學工学院造船系毕业。同年7月17日抵达橫須賀海軍造船廠。
1903年9月28日，晋升为海军造船技士（相当于海军上尉）。1904年1月15日，成为吳海軍兵工廠造船部成员。1905年1月27日，奉命前往英國驻扎。同年2月8日结婚。同年2月28日，从横滨出发，经美国前往英国。同年4月7日抵达伦敦。同年10月1日，他开始在格林威治皇家海軍學院造船系学习。1908年6月30日毕业于格林威治皇家海军学院造船系。同年10月1日，奉命返回日本。启程前，他还参观了英国、義大利、法國的造船厂。同年12月12日，搭乘丹波丸号从倫敦出发，1909年1月26日返回横滨。同年2月3日，就任海军舰政本部科员。同年9月25日，兼任东京帝国大学工学院讲师。
1912年8月5日，任横须贺海军工厂造船部委员。同年8月16日，辞去东京帝国大学工学院讲师职务。同年8月16日，他成为造船分厂长兼新任制造负责人。负责战列舰山城号、战列巡洋舰比叡号和二级驱逐舰桦号的设计。1912年10月1日，晋升为海军造船监督（相当于海军中佐）。
1913年6月10日，兼任造船分厂长。1916年4月7日，解除兼任造船分厂长职务。5月5日，任海军技术本部委员、造船主管。在海军技术本部第四部任职，负责八八艦隊主力舰艇的基本规划。5月18日，担任临时海军军事调查委员会委员。1912年12月1日，晋升为海军造船监督（相当于海军中佐）。
1917年4月1日，晋升为海军造船监查（相当于海军大佐）；1918年10月19日，兼任东京帝国大学工学院（后来的工学部）教授。1919年3月8日，获教育部授予工学博士学位。同年9月22日，因法律修改，海军造船总监查更名为海军造船大佐。1920年10月1日，海军舰政本部改组，海军技术本部委员改组为海军舰政本部委员。同年12月1日，山本海三接任第四任总务部长，平贺让被任命为企划科长。
1922年6月1日，晋升为海军造船少将。曾任职于海军舰政本部。继续在第四部工作。同年7月1日，成为海军舰政本部技术委员会委员。1923年10月1日：解除企划科长职务。当天，他奉命前往西方国家出差，主要目的是调查華盛頓條約框架下列强建造舰船的情况。同年11月22日，搭乘香取丸号从橫濱出发。1924年8月3日返回横滨。此后，他度过了一段约一年的蛰伏期。同年12月18日，他为皇太子（即位前的昭和天皇）、海軍上將東鄉平八郎、海軍大臣財部彪、军事参议官鈴木貫太郎、井出謙治进行讲座，并回答了皇太子提出的各种问题。1925年2月3日，向海军大臣提交“欧美考察结果”报告。同年6月3日：就任海军技术研究所造船研究部长。同年12月7日：兼任海军技术研究所所长、造船研究部长、海军军令部技术委员会委员。1926年11月1日，解除兼任造船研究部长职务。
同年12月1日，晋升为海军造船中将。1928年4月10日，因政府机构改革，担任海军舰政本部技术委员会委员，并成为海军技术委员会委员。同年8月，以根据華盛頓海軍條約退役的夕立號驅逐艦作为实验舰，进行了海上拖曳阻力实验。

### 加入预备役
1931年3月31日，转为预备役军官（退休金7,855日元，年抚恤金3,124日元）。同年4月1日，就任三菱造船（后来的三菱重工业）技术顾问。1934年4月7日，负责因友鹤事件而成立的“临时舰艇性能调查委员会”的事务工作，大力指导提高舰艇稳性性能的措施。同年6月7日，他被解除“临时舰艇性能调查委员会”的职务。

平贺让设计的大和级战舰是当时口径最大、性能最强的战列舰之一，也是大舰巨炮时代的最后余晖

1935年3月22日，他总结舰体阻力实验的论文受到英國造船協會的高度评价，并于1934年成为首位获得金质奖章的外国人。同年4月1日，他被海军舰政本部任命为造船技师，此后一直参与超无畏舰大和號（大和級戰艦）的设计。

### 战列舰大和号
1935年10月31日因第四艦隊事件，成立“临时舰艇性能改进调查委员会”，作为海军舰政本部委派的委员，对改革措施进行有力指导。1936年1月，根据平贺的提案制定了《舰艇结构电焊方针》，11月，他向第四部部长山本乾之助主张限制焊接工艺的应用。

### 东京帝大校长

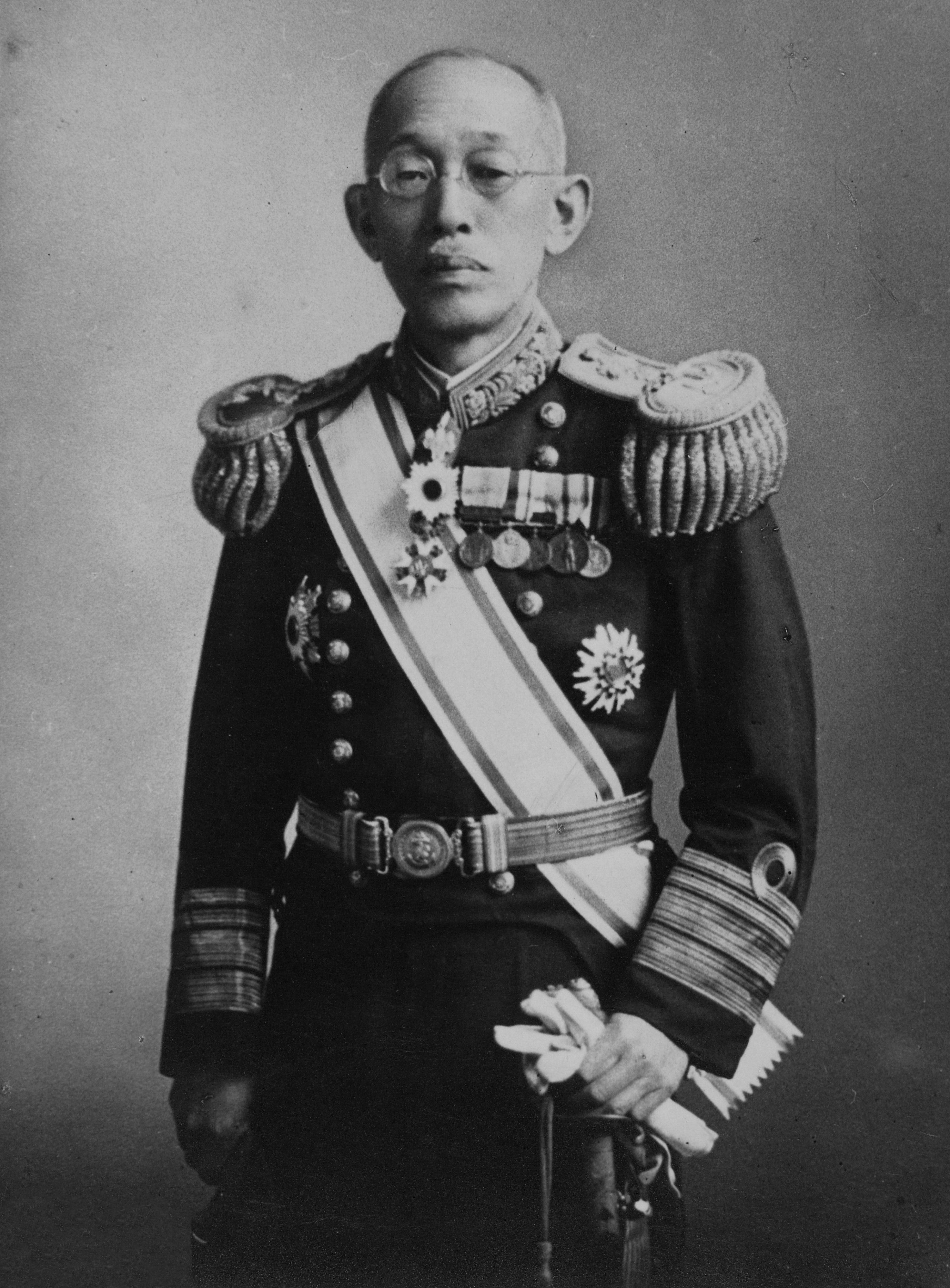
身着海军礼服的平贺让（东京大学柏圖書館藏）

1938年12月20日，就任东京帝国大学第13任校长。太平洋戰爭期间，他对陆军并没有采取积极合作的态度。就任东京帝国大学校长时，他重视英语教育，并始终反对首相東條英機出席该大学的毕业典礼。最终东条首相还是出席了仪式，并发表了鼓舞士气但内容空洞的讲话，而平贺的讲话则否定了自战争开始以来普遍存在的乐观情绪，警告听众不要轻视美国的工业和学术能力。
从1939年1月到次年2月，发生了所谓的“平贺事件”。在东京大学经济学部，以土方成美为首的民族主义教授与以河合英二郎为首的自由主义教授之间爆发冲突，平贺让向文部大臣荒木贞夫提出辞退这两派教授的请求。对此，经济学部的13名教授向校长平贺让提交了辞呈，导致13人被解雇。平贺于1940年撤销了助理教授及以下级别的辞职，并增加了新的教员，从而控制了局面。
1942年4月，在平贺的努力和支持下，东京帝国大学第二工学部（现工业科学研究所）成立。同年5月，在平贺的推动和支持下，興亞工業大學（现为千葉工業大學）成立。东京大学第二工学部和兴亚工业大学都位于千葉縣，彼此之间交流频繁。同年11月1日，因法律修改，改称海军造船中将、海军技术中将。12月20日，再次就任东京帝国大学校长。然而此时他的健康状况已严重受损，喉部感染了结核杆菌。

### 逝世
1943年2月17日晚7时55分，平贺让因吸入性肺炎在東京帝國大學醫院去世，享年64岁。同年2月1日，为了保存大脑，病理学教授緒方千三郎对遗体进行了尸体解剖。目前，平贺的大脑保存在东京大学医学部。同年2月23日，在东京帝国大学安田禮堂举行了大学葬礼。平贺让的墓地位于府中市多摩市多摩靈園。平贺是唯一一位以东京大学校长身份去世并为其举行大学葬礼的人。

## 荣典
位阶
- 1901年（明治34年）9月30日 - 從七位[2][3]
- 1903年（明治36年）12月19日 - 正七位[2][4]
- 1909年（明治42年）3月1日 - 從六位[2][5]
- 1913年（大正2年）2月10日 - 正六位[2][6]
- 1917年（大正6年）4月20日 - 從五位[2][7]
- 1921年（大正10年）5月30日 - 正五位[2][8]
- 1926年（大正15年）7月2日 - 從四位[2][9]
- 1931年（昭和6年）4月15日 - 正四位[2][10]
- 1937年（昭和12年）8月16日 - 從三位[2][11]

勋章等
- 1906年（明治39年）4月1日 - 勋五等双光旭日章・明治三十七八年從軍記章[2]
- 1913年（大正2年）11月28日 - 勋四等瑞宝章[2][12]
- 1915年（大正4年）
  - 11月7日 - 勋三等瑞宝章・大正三四年從軍記章[2]
  - 11月10日 - 大礼記念章（大正）[2]
- 1920年（大正9年）11月7日 - 勋三等旭日中绶章・大正三年乃至九年戰役從軍記章・戰捷記章
- 1926年（大正15年）
  - 2月25日 - 勋二等瑞宝章[2][13]
  - 11月18日 - 旭日重光章[2]
- 1928年（昭和3年）11月14日 - 大礼記念章（昭和）[2]
- 1937年（昭和12年）6月3日 - 勋一等瑞宝章[2][14]
- 1943年（昭和18年）2月17日 - 依勋功特授男爵[2][15]・旭日大綬章[16]

外国勋章
- 1924年（大正13年）10月8日 - 法蘭西共和国：法國榮譽軍團勳章[17]

## 评价
平贺让留学归国后，在海军舰政本部从事舰艇设计工作。 担任海军军令部第四部企划科长后，设计了紀伊級戰艦、古鷹級、妙高級重巡洋舰、夕張級、仙台級轻巡洋舰、神風級、若竹級驱逐舰。 夕张级和妙高级重巡洋舰的轻量化设计引起了世界各国海军造船界的关注。 他也被誉为“造船之神”。
另一方面，由于他固执己见，不愿屈服于中央海军及其他造船官员的反对意见，他被戏称为“平贺不让”（平賀不譲），而非“平贺让”。 当因工作问题发生冲突时，他经常对争吵的人大声咆哮，这为他赢得了“鎳鉻線”（ニクロム線）的绰号（因为他很容易变得怒火中烧）。 这种态度为他树立了敌人，招致了周围人的不满，导致他一度受到排挤。
平贺式设计以轻型舰体和重火力为特点，也被其他国家视为潜在威胁。《华盛顿海军条约》之所以按照主炮口径对巡洋舰进行分类，有观点认为，其目的之一就是将古鹰级划为重巡洋舰，并将其置于重巡洋舰的条约限制之下。 还有一种理论认为，随后的《伦敦海军条约》限制了包括重巡洋舰在内的辅助舰艇数量，主要目的就是为了遏制妙高级及其改进型的建造。 平贺的上司、海军军令部第四部部长山本海三制定的八八舰队计划，旨在建造12艘装备40厘米舰炮的战列舰，共计拥有惊人的58座双联装炮塔。其目的是降低成本并缩短工期（例如在土佐号战列舰的建造中，从开工到竣工仅耗时24个月）。 日本海军军力的这种迅速扩张是促成华盛顿裁军会议召开的原因之一。 然而平贺曾要求修改加贺号战列舰的设计方案，包括采用双联装和三联装炮塔混合配置。 尽管该方案具有舰体尺寸更小、重量更轻、稳定性更高等优点，但由于破坏了量产的效率而被山本否决。
1919年12月平贺就任第四部企划科长后，他增加了紀伊級战列舰的侧舷装甲厚度，并将仙台级轻巡洋舰的燃料动力由重油专烧改为煤油混烧，反而因动力不足而受到诟病。舰体宽度的增加是对其前任所实现的量产体系的否定，导致建造工期更长、成本更高。 结果，由于建造成本增加，原计划采购的20艘巡洋舰最终缩减至12艘。 此外，由于平贺对1920年设计的舰艇进行了设计修改，导致舰艇因重量增加而航速降低了2至3节。
夕张号轻巡洋舰排水量仅3500吨，据称却拥有与5500吨级巡洋舰相当的战斗力，但由于超出计划排水量10%而损失了航速。 此外，由于舰体尺寸不足，其恶劣海况下的适航性也较差。 这艘轻巡洋舰的任务是作为鱼雷战队旗舰，但舰员编制却相对不足。 其续航能力也存在缺陷（14节航速下续航里程为3300海里。相比之下，5500吨级巡洋舰的续航里程为5000海里）。 此外，其搭载飞机的能力也无法提升。 然而，夕张号仅建造了一艘作为实验舰，有人认为它作为实验舰具有重要的意义，为其后来的重巡洋舰设计奠定了基础。
古鷹型重巡洋舰的排水量也比计划的7500吨增加了1000吨，并且航速也有所下降。 此外，她那独特的六座单装炮塔设计，不顾海军军令部第一部门的反对，采用了手动升降系统。 结果，该设计暴露出一个缺陷，即炮塔内的10发速射弹药用尽后，弹药的补给速度就跟不上了（也有说法认为古鹰级之所以评价甚高，恰恰是因为这个缺陷尚未暴露）。
妙高級重巡洋舰的主炮散布范围异常之大，与其装备三座双联装炮的青葉型重巡洋舰相比，其射击精度仅有后者的一半，这是一个明显的缺点。 完全取消鱼雷武器也被认为是一个问题。 虽然这事关国防基本计划的重大调整，但却由平贺一人独断专行地决定并执行了。 从军事角度来看，海军方面希望重巡洋舰能够兼顾八门主炮和鱼雷武器，但平贺认为，由于条约限制了战列舰的保有数量，重巡洋舰应该被视为“准战列舰”来设计。 最终结果虽然与时代发展趋势相悖，但某种程度上也符合平贺的判断，即重巡洋舰的鱼雷装备在实战中鲜有建树。 另外，当其他国家重巡洋舰普遍装备8至9门主炮时，平贺设计的重巡洋舰却拥有更具优势的火炮数量和防御能力。 但不可否认的是，这样的性能提升，是建立在平贺的设计忽视实际情况，以及在建造过程中不断进行改进所导致的超排水量，并最终违反条约限制的基础之上的。
由于无法继续容忍平贺的作风，山本海三于大正12年10月1日解除了平贺第四部企划科长的职务，并任命藤本喜久雄为继任者，同时命令平贺前往欧洲进行技术考察研究。 平贺实际上是被降级调离了设计一线。
平贺的继任者藤本喜久雄的首要任务，便是着手修改平贺式设计中存在的种种问题，包括青叶级重巡洋舰的设计缺陷、改进型巡洋舰（如古鷹级）的设计以及妙高级重巡洋舰鱼雷武器的恢复问题。 藤本保留了10门主炮的火力配置，并为其重新配备了鱼雷发射装置，这一改动令军方感到非常满意。 然而，藤本的设计却为了响应军方提出的更高指标而走入了另一个极端，这也为后来的悲剧埋下了伏笔。
条约时代日本海军建造的新型鱼雷艇、新型驱逐舰、新型轻巡洋舰，都是藤本在平贺被降级期间主持设计的，但这些舰艇普遍存在稳性不足的问题，并最终导致了友鹤事件和第四舰队事件的发生。 这很大程度上是由于平贺式设计理念中一味追求重火力，导致舰艇重心过高，头重脚轻。 有观点认为，如果继续由平贺负责设计，这些事故本可以避免； 事实上也确实如此，1944年12月袭击菲律宾海的科布拉颱風中，一艘头重脚轻的美军驱逐舰与多艘其他舰艇发生倾覆事故。 而此后美军吸取教训，对舰艇设计进行了改进，稳性问题得到有效改善，相关事故也彻底杜绝。 然而，平贺设计的早川号驱逐舰也曾因稳性不足而倾覆沉没。
海军舰政部长山梨勝之信回国后，任命平贺为海军技术研究所造船研究部长，但并未允许他重返舰艇设计部门。 在设计金刚级战列巡洋舰的替代舰方案时，尽管他当时仅仅是海军技术研究所所长，一个与舰艇设计部门并无直接关联的职务，但他仍然在技术审查会议上提交了自己的设计方案，并再次因此受到批评。 其设计方案因存在诸多缺陷而遭到质疑，例如主炮配置方案被认为“无法有效进行反驱逐舰作战”，以及因省略后桅杆而导致缺乏备用射击指挥所等问题。 平贺在此期间提出的设计方案中，仍然坚持混合配置双联装和三联装主炮炮塔。 大约在这个时期，他被评价为“擅长建造船舶，但没有能力建造军舰的造船家”。 1932年，据称原本已被采纳的海军驱逐舰主炮和高射炮统一化计划被取消，导致日本海军驱逐舰在火力配置方面长期处于劣势。 不过，此时正值平贺被降级并转入预备役期间，他在多大程度上能够影响决策，仍然是一个疑问。 此外在島風号驱逐舰的建造过程中，曾考虑过在驱逐舰上配备大角度主炮的构想，并且这一构想最终在平贺复归后在松級驅逐艦上得以实现。
藤本突然去世后，与平贺同龄的江崎岩吉和福田啓二都被提名为继任者，但最终平贺的弟子福田启二被任命为总务科长。 1935年7月，村云号特型驱逐舰发生了因海浪冲击而导致舰体出现褶皱变形的事故。 负责调查此事故的牧野茂造船少佐认为这是舰体强度存在严重缺陷的征兆，并建议对所有同型舰艇进行入坞加固修复，但这一建议未被采纳，相关舰艇的维修计划最终仅按照海军军令部总务部长豐田貞次郎的指示，被纳入到例行维护保养之中。 9月，第四舰队事件爆发后，平贺无视牧野造船少佐提出的建议，以“未采取预防措施”为由，下令将曾与藤本共事的江崎岩吉调往吴海军工厂。 江崎也因此心灰意冷，开始考虑自己的未来，甚至萌生了跳槽到私人公司的念头。
大约在这个时期，平贺让重返舰艇设计部门，并开始作为当时海军内部唯一拥有战列舰设计经验的专家，发挥举足轻重的影响力。 大和級戰艦最初是由藤本和江崎两人组成的团队，根据军令部的要求设计的，最初的设计方案是一艘航速超过30节、主炮集中于舰艏、搭载大量航空装备的高速战列舰。 战列舰的设计理念持续演变（尽管大和级战列舰的27节航速在当时是否真的算作中速，仍然存在争议。 事实上，英国的乔治五世国王级战列舰和美国的南达科他级战列舰也拥有相同的航速）。 也正是在此时，平贺提交了一份包括双联装和三联装主炮混合配置在内的设计方案，但被军令部以两种炮塔均不具备量产能力为由否决。
在平贺设计的所有舰艇上，他都坚持安装中央纵向隔舱壁，这种结构在当时列强海军新建造的舰艇中往往已被废弃。 尽管这种结构能够增强舰体强度，但也使得舰艇难以有效控制进水。 一旦舰艇因鱼雷攻击等原因发生破损进水事故，由于纵向隔舱壁的阻隔，破损侧的舱室会迅速被海水淹没，导致舰艇重心偏移，极易发生倾斜沉没的危险，这是一个致命的设计缺陷。 在太平洋战争中，这一设计缺陷造成了极大的负面影响，日本海军的巡洋舰损失惨重，常常在被一枚鱼雷击中后就迅速倾覆沉没 （例如在薩沃島海戰中沉没的重巡洋舰加古號）。
平贺反对采用焊接工艺，固执地坚持铆接工艺。 铆接工艺导致舰艇在遭受炮弹攻击时，受损程度更大（由于铆钉断裂，冲击波会波及更大范围的结构），同时使用铆接工艺也使得柴油发动机等新型技术难以在舰艇建造中得到应用。 由于在技术应用方面采取过于保守的态度，对新技术缺乏信心，其设计理念仍然停留在旧技术框架内，造成了巨大的资源浪费。
此外，由平贺指导设计的大和级战列舰，其水密舱壁数量也明显不足（仅有23个水密舱室，与20年前设计的長門型战列舰持平），并且对舰艇遭受攻击或损伤后的损管对策研究也明显不足（与此形成鲜明对比的是，藤本喜久雄在舰艇损管方面投入了大量的研究精力）。 另一方面，为了能够略微提升舰艇的运载能力，平贺的设计方案往往忽视成本和造船工业的实际生产能力，对舰艇的超重问题和工期延误问题给予了异常严苛的指导。 据说平贺的上司山本海三认为，日本在太平洋战争中战败，平贺重返舰艇设计部门是主要原因，而平贺的责任则主要集中在关西地区的海军造船部门。 战后，当日本造船协会试图授予山本海三名誉会员称号时，山本坚决拒绝，并声称如果协会执意如此，他将退出协会，认为自己不配获得如此高的荣誉。

## 子女
平贺让的妻子是原正幹（工程学士，其岳父是花房直三郎）的妹妹。长子平贺健一（男爵）的妻子是實吉純郎的次女。他的三女儿嫁给了前三得利总裁佐治敬三，他的侄女（原正树的长女）嫁给了建筑师平山隆（天文学家平山信的次子）。

## 傳記
- 内藤初穂《軍艦総長平賀譲》
  - 文藝春秋（1987年） ISBN 4-16-341910-1
  - 中公文庫（1999年） ISBN 4-12-203480-9